# کوه تارون
کوه تارون (به لاتین: Mount Taron) یک کوه در پاپوآ گینه نو است. کوه تارون ۲٬۳۴۰ متر بالاتر از سطح دریا واقع شده‌است.